# Oldřich Hujer
Oldřich Hujer (25. listopadu 1880 Paceřice – 4. června 1942 Praha) byl český lingvista a indoevropeista, profesor Univerzity Karlovy.

## Život
Oldřich Hujer se narodil 25. listopadu 1880 v budově školy v Paceřicích učiteli Janu Hujerovi a Josefě, roz. Kovářové. Oldřich měl mladšího bratra Zdeňka (*1883), pozdějšího učitele a ředitele Masarykova českého státního reálného gymnázia v Plzni. Rodina se v roce 1888 přestěhovala do školy v Letařovicích.
Po maturitě na gymnáziu v Příbrami (1899) vystudoval jazykovědu na Filosofické fakultě UK, kde mezi jeho učiteli byl Jan Gebauer nebo Josef Zubatý, a roku 1905 promoval prací ze srovnávacího jazykozpytu indoevropského a slovanského. V letech 1909–1910 byl na studijním pobytu v Německu (Lipsko, Berlín), habilitoval se spisem o slovanské deklinaci, roku 1911 byl jmenován docentem a roku 1919 profesorem srovnávacího jazykozpytu indoevropských jazyků. Přednášel také na univerzitě v Brně, byl členem české, polské a bulharské akademie a Philological Society v Londýně. Redigoval „Příruční slovník jazyka českého“ a řadu filologických časopisů (Listy filologické, Slavia, Naše řeč aj.) a přispíval do Ottova i Masarykova slovníku.
Je pohřben do Slavína, společné hrobky osobností v Praze na Vyšehradě.

## Dílo
Věnoval se především srovnávací jazykovědě indoevropských jazyků se zvláštním zřetelem k jazykům slovanským, dále dějinám češtiny a baltským jazykům. Vycházel z mladogramatické školy, její metody však různě prohloubil.
Nejdůležitější spisy:
- Slovanská deklinace jmenná. Praha: Rozpravy ČAV, 1910.
- Úvod do dějin jazyka českého. Praha 1914, 1924 a 1946.